# Joel Broda
Joel Broda (Yorkton, 24 novembre 1989) è un ex hockeista su ghiaccio canadese, di ruolo attaccante.

## Carriera
Scelto dai Washington Capitals al draft del 2008, non sottoscrisse mai un contratto con la franchigia della capitale: furono i Minnesota Wild ad offrirgli, nel 2010, il primo contratto professionistico. Non arrivò tuttavia mai ad esordire in NHL, giocando le successive tre stagioni in squadre satellite, principalmente agli Houston Aeros in American Hockey League.
Terminato il contratto coi Wild, nell'estate 2013 firmò un contratto coi Bakersfield Condors in ECHL. Durante la stagione raccolse comunque alcune presenze in prestito in AHL, con Oklahoma City Barons e Bridgeport Sound Tigers. Per la stagione 2014-2015 giocò con gli Hershey Bears, per quella che sarebbe stata la sua ultima stagione in un campionato nordamericano.
Dall'estate successiva giocò infatti stabilmente in Europa, e perlopiù nel campionato sovranazionale EBEL (poi divenuto ICE Hockey League), dove - tra il 2015 e il 2022 - ha cambiato sei squadre: il Bolzano (2015-2016), i Black Wings Linz (2016-2018), il Dornbirner EC (2018-2019), l'Innsbruck (2019-2020), i Graz 99ers (2020-2021) e il VSV (2021-2022). Nel febbraio 2022 passò nella seconda serie tedesca ai Kassel Huskies, coi quali ha chiuso la carriera.